# Cristina Rodríguez Armigen
Cristina Rodríguez Armigen (Alacant, 11 de octubre de 1977) és una política valenciana, diputada a les Corts Valencianes en la IX i la X legislatura.
És enginyera agrònoma, professora de secundària de l'assignatura de matemàtiques, i té estudis de psicologia . Ha sigut portaveu d'agricultura i de drets humans per Compromis en Les Corts Valencianes. Alhora és coportaveu de Verds Equo del País Valencià. Fou escollida diputada dins la Coalició Compromís, per Alacant, a les eleccions a les Corts Valencianes de 2015 i del 2019. Va ser vicepresidenta de la Comissió d'Obres Públiques, Infraestructures i Transports, Presidenta de la Comissió de Política social i Ocupació, així com les Comissions especials d'estudi de la situació del sector ramader i de la Discapacitat al País Valencià de les Corts Valencianes. Alhora, fou escollida regidora de l'ajuntament d'Elda a les eleccions municipals espanyoles de 2015 A les eleccions municipals espanyoles de 2023 va retornar al ajuntament d'Elda per la coalició Elda Para Todas.